# Girl on Fire (bài hát)
"Girl on Fire" là một bài hát của nghệ sĩ thu âm người Mỹ Alicia Keys nằm trong album phòng thu thứ năm của cô cùng tên (2012). Nó được phát hành vào ngày 4 tháng 9 năm 2012 như là đĩa đơn đầu tiên trích từ album RCA Records, và là tác phẩm phát hành đầu tiên của Keys với hãng đĩa sau sự giải thể từ hãng đĩa ban đầu của cô J Records dưới sự tái cơ cấu tổ chức tại Sony Music Entertainment. Bài hát được đồng viết lời và sản xuất bởi Keys, Salaam Remi và Jeff Bhasker, những cộng tác viên quen thuộc xuyên suốt sự nghiệp của nữ ca sĩ, trong đó sử dụng đoạn nhạc mẫu từ bài hát năm 1980 của Billy Squier "The Big Beat", được viết lời bởi chính ông. Được lấy cảm hứng từ việc kết hôn với nhà sản xuất thu âm Swizz Beatz và sinh con trai đầu lòng Egypt, "Girl on Fire" là một bản R&B ballad với mục đích "tôn vinh những thành tựu của phụ nữ ở khắp mọi nơi", mang nội dung đề cập đến việc một cô gái luôn hừng hực khí thế trong bất kì công việc nào cô làm, đã thu hút nhiều sự so sánh với những đĩa đơn trước đây của nữ ca sĩ về mặt âm nhạc, bao gồm "No One" và "Try Sleeping with a Broken Heart".
Hai phiên bản phối lại khác nhau cho "Girl on Fire" đã được phát hành, bao gồm phiên bản "Inferno" với sự tham gia góp giọng từ Nicki Minaj và bản phối mới "Bluelight". Sau khi phát hành, bài hát nhận được những phản ứng tích cực từ các nhà phê bình âm nhạc, trong đó họ đánh giá cao thông tiệp tích cực, chất giọng nội lực của Keys cũng như quá trình sản xuất nó. Ngoài ra, "Girl on Fire" còn gặt hái nhiều giải thưởng và đề cử tại những lễ trao giải lớn, bao gồm một đề cử tại giải thưởng âm nhạc Billboard năm 2013 cho Top Bài hát R&B. Bài hát cũng tiếp nhận những thành công vượt trội về mặt thương mại, đứng đầu các bảng xếp hạng ở Áo, Slovakia và Hàn Quốc, đồng thời lọt vào top 10 ở nhiều quốc gia trên thế giới, bao gồm vươn đến top 5 ở những thị trường lớn như Đan Mạch, Pháp, Đức, Nhật Bản, Hà Lan, Thụy Sĩ và Vương quốc Anh. Tại Hoa Kỳ, nó đạt vị trí thứ 11 trên bảng xếp hạng Billboard Hot 100, trở thành đĩa đơn thứ 11 của Keys vươn đến top 20 tại đây. Tính đến nay, nó đã bán được hơn 6 triệu bản trên toàn cầu, trở thành một trong những đĩa đơn bán chạy nhất mọi thời đại.
Video ca nhạc cho "Girl on Fire" được đạo diễn bởi Sophie Muller, trong đó bao gồm những cảnh Keys hóa thân thành một người mẹ luôn tận tâm trong công việc hằng ngày lẫn chăm sóc con cái và người mẹ của cô, đã nhận được nhiều lời khen ngợi từ các nhà phê bình. Để quảng bá bài hát, nữ ca sĩ đã trình diễn nó trên nhiều chương trình truyền hình và lễ trao giải lớn, bao gồm Good Morning America, Late Show with David Letterman, Skavlan, The Tonight Show with Jay Leno, The X Factor US, The X Factor UK, Wetten, dass..?, giải Video âm nhạc của MTV năm 2012 (với Minaj), giải Âm nhạc châu Âu của MTV năm 2012, iTunes Festival năm 2012, giải thưởng âm nhạc NRJ năm 2013, giải Grammy lần thứ 55 (với Maroon 5) và giải Sự lựa chọn của Công chúng lần thứ 39, cũng như trong nhiều chuyến lưu diễn của cô. Kể từ khi phát hành, "Girl on Fire" đã được hát lại và sử dụng làm nhạc mẫu bởi nhiều nghệ sĩ, như Dolly Parton, Pink, Christina Grimmie, Misha B, Angelica Hale và dàn diễn viên của Glee, cũng như xuất hiện trong những tác phẩm điện ảnh và truyền hình, bao gồm Blended, EastEnders, I Feel Pretty và Salve Jorge.

## Danh sách bài hát
| - Tải kĩ thuật số 1. "Girl on Fire" — 3:44 - Tải kĩ thuật số – bản Inferno 1. "Girl on Fire" (bản Inferno) (hợp tác với Nicki Minaj) — 4:30 - Tải kĩ thuật số – bản Bluelight 1. "Girl on Fire" (bản Bluelight) — 4:22 | - Đĩa CD 1. "Girl on Fire" — 3:44 2. "Girl on Fire" (bản Inferno) (hợp tác với Nicki Minaj) — 4:30 - EP nhạc số 1. "Girl on Fire" — 3:44 2. "Girl on Fire" (bản Inferno) (hợp tác với Nicki Minaj) — 4:30 3. "Girl on Fire" (bản Bluelight) — 4:22 4. "Girl on Fire" (không lời) — 3:45 |

## Thành phần thực hiện
Thành phần thực hiện được trích từ ghi chú của Girl on Fire, RCA Records.
Thu âm
- Thu âm tại Jungle City Studios (Thành phố New York), Oven Studios (Thành phố New York) & The Record Plant (Los Angeles, California)

Thành phần
| - Giọng chính, giọng nền, viết lời, sản xuất – Alicia Keys - Viết lời, sản xuất, đàn piano, organ – Jeff Bhasker - Viết lời, sản xuất, lập trình trống – Salaam Remi - Viết lời – Billy Squier - Trống lớn – Dylan Wissing | - Kỹ sư, thu âm – Ann Mincieli - Kỹ sư trống lớn – Ken Lewis - Hỗ trợ kỹ sư – Val Brathwaite, Ramon Rivas, Ghazi Hourani - Phối khí – Manny Marroquin - Hỗ trợ phối khí – Chris Galland |

## Xếp hạng
| Bảng xếp hạng (2012-13)                  | Vị trí cao nhất |
| ---------------------------------------- | --------------- |
| Úc (ARIA)                                | 12              |
| Áo (Ö3 Austria Top 40)                   | 1               |
| Bỉ (Ultratop 50 Flanders)                | 6               |
| Bỉ (Ultratop 50 Wallonia)                | 6               |
| Brazil (Crowley Broadcast Analysis)      | 3               |
| Canada (Canadian Hot 100)                | 6               |
| Cộng hòa Séc (Rádio Top 100)             | 8               |
| Đan Mạch (Tracklisten)                   | 5               |
| Phần Lan (Suomen virallinen lista)       | 17              |
| Pháp (SNEP)                              | 5               |
| Đức (GfK)                                | 4               |
| Đức (Official German Charts)             | 4               |
| Hungary (Rádiós Top 40)                  | 6               |
| Hungary (Single Top 40)                  | 7               |
| Ireland (IRMA)                           | 11              |
| Israel (Media Forest)                    | 5               |
| Ý (FIMI)                                 | 15              |
| Nhật Bản (Billboard Japan Hot 100)       | 5               |
| Hà Lan (Dutch Top 40)                    | 5               |
| New Zealand (Recorded Music NZ)          | 7               |
| Na Uy (VG-lista)                         | 13              |
| Bồ Đào Nha Nhạc số (Billboard)           | 2               |
| Romania (Airplay 100)                    | 7               |
| Scotland (OCC)                           | 6               |
| Slovakia (Rádio Top 100)                 | 1               |
| Slovenia (SloTop50)                      | 36              |
| Hàn Quốc (Gaon International Singles)    | 1               |
| Tây Ban Nha (PROMUSICAE)                 | 10              |
| Thụy Điển (Sverigetopplistan)            | 29              |
| Thụy Sĩ (Schweizer Hitparade)            | 5               |
| Anh Quốc (OCC)                           | 5               |
| Hoa Kỳ Billboard Hot 100                 | 11              |
| Hoa Kỳ Adult Contemporary (Billboard)    | 14              |
| Hoa Kỳ Adult Pop Airplay (Billboard)     | 10              |
| Hoa Kỳ Dance Club Songs (Billboard)      | 23              |
| Hoa Kỳ Pop Airplay (Billboard)           | 10              |
| Hoa Kỳ Hot R&B/Hip-Hop Songs (Billboard) | 2               |
| Hoa Kỳ Rhythmic (Billboard)              | 15              |

| Bảng xếp hạng (2012)                     | Vị trí |
| ---------------------------------------- | ------ |
| Australia (ARIA)                         | 69     |
| Australia Urban (ARIA)                   | 20     |
| Austria (Ö3 Austria Top 40)              | 57     |
| Belgium (Ultratop 50 Flanders)           | 62     |
| Belgium (Ultratop 50 Wallonia)           | 92     |
| France (SNEP)                            | 54     |
| Italy (FIMI)                             | 54     |
| Netherlands (Dutch Top 40)               | 25     |
| Netherlands (Single Top 100)             | 21     |
| South Korea (Gaon International Singles) | 48     |
| Switzerland (Schweizer Hitparade)        | 42     |
| UK Singles (Official Charts Company)     | 111    |
| US Hot R&B/Hip-Hop Songs (Billboard)     | 79     |
| Bảng xếp hạng (2013)                     | Vị trí |
| Australia Urban (ARIA)                   | 19     |
| Austria (Ö3 Austria Top 40)              | 68     |
| Belgium (Ultratop 50 Flanders)           | 71     |
| Belgium (Ultratop 50 Wallonia)           | 55     |
| Canada (Canadian Hot 100)                | 44     |
| Finland (Suomen virallinen lista)        | 16     |
| France (SNEP)                            | 63     |
| Germany (Official German Charts)         | 86     |
| Hungary (Rádiós Top 40)                  | 48     |
| Israel (Media Forest)                    | 12     |
| Netherlands (Dutch Top 40)               | 86     |
| Switzerland (Schweizer Hitparade)        | 53     |
| UK Singles (Official Charts Company)     | 140    |
| US Billboard Hot 100                     | 49     |
| US Adult Contemporary (Billboard)        | 40     |
| US Adult Top 40 (Billboard)              | 44     |
| US Hot R&B/Hip-Hop Songs (Billboard)     | 12     |

## Chứng nhận
| Quốc gia | Chứng nhận  | Số đơn vị/doanh số chứng nhận |
| --- | ----------- | ----------------------------- |
| Úc (ARIA) | 5× Bạch kim | 350.000‡                      |
| Áo (IFPI Áo) | Vàng        | 15.000*                       |
| Bỉ (BEA) | Vàng        | 15.000*                       |
| Canada (Music Canada) | 2× Bạch kim | 20.000^                       |
| Đan Mạch (IFPI Đan Mạch) | Vàng        | 15.000^                       |
| Phần Lan (Musiikkituottajat) | Vàng        | 14,713                        |
| Pháp (SNEP) | —           | 108,400                       |
| Đức (BVMI) | Bạch kim    | 500.000^                      |
| Ý (FIMI) | Bạch kim    | 30.000*                       |
| Hà Lan (NVPI) | Vàng        | 10.000^                       |
| México (AMPROFON) | Bạch kim    | 60.000                        |
| New Zealand (RMNZ) | Bạch kim    | 15.000*                       |
| Hàn Quốc (Gaon Chart) | —           | 240,153                       |
| Thụy Sĩ (IFPI) | Bạch kim    | 30.000^                       |
| Anh Quốc (BPI) | Vàng        | 400.000‡                      |
| Hoa Kỳ (RIAA) | —           | 3,513,000                     |
| Streaming |             |                               |
| Đan Mạch (IFPI Đan Mạch) | Bạch kim    | 1.800.000^                    |
| * Chứng nhận dựa theo doanh số tiêu thụ. ^ Chứng nhận dựa theo doanh số nhập hàng. ‡ Chứng nhận dựa theo doanh số tiêu thụ và phát trực tuyến. |             |                               |

## Lịch sử phát hành
| Khu vực        | Ngày                 | Định dạng                                    | Phiên bản                                                              | Hãng đĩa    |
| -------------- | -------------------- | -------------------------------------------- | ---------------------------------------------------------------------- | ----------- |
| Pháp           | 4 tháng 9 năm 2012   | Tải kĩ thuật số                              | Đĩa đơn chính [ 92 ] Inferno phối lại [ 93 ] Bluelight phối lại [ 94 ] | Sony Music  |
| Đức            | 4 tháng 9 năm 2012   | Tải kĩ thuật số                              | Inferno remix                                                          | Sony Music  |
| Hoa Kỳ         | 4 tháng 9 năm 2012   | Tải kĩ thuật số                              | Đĩa đơn chính [ 1 ] Inferno phối lại [ 2 ] Bluelight phối lại [ 3 ]    | RCA Records |
| Hoa Kỳ         | 11 tháng 9 năm 2012  | Rhythmic airplay [ 96 ] Urban airplay [ 97 ] | Inferno phối lại                                                       | RCA Records |
| Hoa Kỳ         | 11 tháng 9 năm 2012  | Urban AC airplay                             | Bluelight phối lại                                                     | RCA Records |
| Hoa Kỳ         | 16 tháng 10 năm 2012 | Mainstream airplay                           | Đĩa đơn chính Inferno phối lại                                         | RCA Records |
| Hoa Kỳ         | 16 tháng 10 năm 2012 | Hot Adult Contemporary airplay               | Đĩa đơn chính                                                          | RCA Records |
| Đức            | 2 tháng 11 năm 2012  | CD                                           | Đĩa đơn chính Inferno phối lại                                         | Sony Music  |
| Vương quốc Anh | 18 tháng 11 năm 2012 | EP nhạc số                                   | Đĩa đơn chính Bluelight phối lại Inferno phối lại Không lời            | RCA Records |
| Hoa Kỳ         | 18 tháng 3 năm 2013  | Adult Contemporary airplay                   | Đĩa đơn chính                                                          | RCA Records |